# عبد الله الأحمد الجابر الصباح
الشيخ عبد الله الأحمد الجابر الصباح (1905 - 28 يناير 1957 )، رئيس دائرة الأمن العام في الكويت في فترة خمسينات القرن العشرين. هو الابن الأكبر لحاكم الكويت العاشر الشيخ أحمد الجابر الصباح من زوجته حصة إبراهيم الغانم. ولد في مدينة الكويت وعمل رئيسًا لدائرة الأمن العام بالكويت. اشتهر بقوته في تطبيق القوانين، وفي فترة تولّيه لشؤون الأمن العام قلّت الجرائم بشكل كبير.

## سيرته الشخصية
تلقّى دراسته على يد عدد من كتاتيب وحفظ القرآن الكريم والحساب، وعُيّن في عام 1938 م مسؤولاً عن الأسلحة (بقصر نايف) وارتبط بالأمن العام حتى عُيّن بعد ذلك نائباً لرئيس الأمن العام الذي يرأسه الشيخ عبد الله المبارك الصباح.
شارك في غالبية معارك الكويت المشهورة وخاصة ( معركة الرقعي عام 1928 م )، واكتسب شهرة واسعة في أحكام العدل حتى أن المتخاصمين يحلّون مشاكلهم قبل الوصول إلى بابه.

## أماكن سميت باسمه
سميت باسمه مدرسة ثانوية للبنين في ضاحية جابر العلي في محافظة الأحمدي وشارع داخل مدينة الكويت.

## حياته العائلية
تزوج من:
- الشيخة حصة سالم المبارك الصباح.
- مستورة عماش العدواني.
- موضي عبد الرحمن الرومي.
- سبيكة إبراهيم المضف.
- لولوة عبد العزيز أحمد التويجري.

وله من الأبناء:
- الشيخة رقية.
- الشيخة فاطمة.
- الشيخة نسيمة.
- الشيخة نجمة.
- الشيخة نجيبة.
- الشيخ مبارك.
- الشيخة صبيحة.
- الشيخة أنيسة.
- الشيخ علي (توفي صغيرًا).
- الشيخة شيخة.
- الشيخ سالم.[4]
- الشيخ علي (بعد وفاة أخيه).
- الشيخة سعاد.
- الشيخ أحمد.
- الشيخ حمد.
- الشيخة هند.